# Olympische Sommerspiele 1956/Teilnehmer (Kolumbien)
| Gelbes Symbol für Goldmedaillen mit stilisierten Olympischen Ringen | Graues Symbol für Silbermedaillen mit stilisierten Olympischen Ringen | Braundes Symbol für Bronzemedaillen mit stilisierten Olympischen Ringen |
| ------------------------------------------------------------------- | --------------------------------------------------------------------- | ----------------------------------------------------------------------- |
| —                                                                   | —                                                                     | —                                                                       |

Kolumbien nahm an den Olympischen Sommerspielen 1956 im australischen Melbourne mit einer Delegation von 26 männlichen Sportlern an 23 Wettkämpfen in sechs Sportarten teil.
Seit 1932 war es die vierte Teilnahme Kolumbiens an Olympischen Sommerspielen.
Jüngster Athlet war mit 24 Jahren und 192 Tagen der Radfahrer Ramón Hoyos, ältester Athlet der Gewichtheber Carlos Caballero (29 Jahre und 283 Tage).

## Flaggenträger
Der Leichtathlet Jaime Aparicio trug die Flagge Kolumbiens während der Eröffnungsfeier im Melbourner Olympiastadion.

## Teilnehmer nach Sportarten

### Leichtathletik
4 × 400 Meter Staffel
- Ergebnisse
1. Runde: ausgeschieden in Lauf zwei (Rang sechs), 3:27,4 Minuten (handgestoppt)
- Staffel
Jaime Aparicio
Alfonso Muñoz
Carlos Sierra
Guillermo Zapata

- Jaime Aparicio
  - 400 Meter Lauf

1. Runde: ausgeschieden in Lauf zwei (Rang fünf), 49,0 Sekunden (handgestoppt), 49,14 Sekunden (automatisch gestoppt)
  - 400 Meter Hürden

1. Runde: ausgeschieden in Lauf drei (Rang drei), 52,0 Sekunden (handgestoppt), 52,14 Sekunden (automatisch gestoppt)

- Guillermo Zapata
  - 110 Meter Hürden

1. Runde: ausgeschieden in Lauf eins (Rang sechs), 15,3 Sekunden (handgestoppt), 15,58 Sekunden (automatisch gestoppt)

### Radsport
Bahn

4000 Meter Mannschaftsverfolgung
- Ergebnisse
1. Runde: ausgeschieden in Lauf eins (Rang eins), 5:09,4 Minuten
- Mannschaft
Octavio Echeverri
Ramón Hoyos
Héctor Monsalve
Honorio Rúa

Einzel
- Octavio Echeverri
  - 1000 Meter Zeitfahren

Finale: 1:14,8 Minuten

- León Mejía
  - Sprint

1. Runde: in Lauf drei (Rang drei) gescheitert
1. Runde des Hoffnungslaufs: ausgeschieden in Lauf zwei (Rang zwei)

Straße

Mannschaftswertung (187,73 km)
- Ergebnisse
Finale: 92 Punkte, Rang acht
- Mannschaft
Ramón Hoyos
Pablo Hurtado
Jorge Luque
Jaime Villegas

Einzel
- Ramón Hoyos
  - Straßenrennen (187,73 km)

Finale: 5:23:40 Stunden, Rang 13

- Pablo Hurtado
  - Straßenrennen (187,73 km)

Finale: 5:34:49 Stunden, Rang 39

- Jorge Luque
  - Straßenrennen (187,73 km)

Finale: Rennen nicht beendet (DNF)

- Jaime Villegas
  - Straßenrennen (187,73 km)

Finale: 5:34:49 Stunden, Rang 39

### Fechten
Degen Mannschaft
- Ergebnisse
1. Runde: Gruppe zwei, drei Duelle gewonnen – 29 verloren, Rang drei, nicht für das Halbfinale qualifiziert
1:15-Niederlage gegen die Sowjetunion
2:14-Niederlage gegen Ungarn
- Mannschaft
Emiliano Camargo
Emilio Echeverri
Pablo Uribe
Alfredo Yanguas

Florett Mannschaft
- Ergebnisse
1. Runde: Gruppe zwei, ein Duell gewonnen – 24 verloren, Rang drei, nicht für das Halbfinale qualifiziert
1:15-Niederlage gegen Großbritannien
0:9-Niederlage gegen Italien
- Mannschaft
Gabriel Blando
Emiliano Camargo
Emilio Echeverri
Pablo Uribe

Einzel
- Gabriel Blando
  - Florett

1. Runde: Gruppe zwei, ein Duell gewonnen – sechs verloren, 18 Treffer erzielt – 34 erlitten, Rang acht, nicht für das Halbfinale qualifiziert
1:5-Niederlage gegen Michael Sichel aus Australien
2:5-Niederlage gegen Iuri Ossipowi aus der Sowjetunion
4:5-Niederlage gegen Albert Axelrod aus den USA
2:5-Niederlage gegen Günter Stratmann aus Deutschland
0:5-Niederlage gegen Edoardo Mangiarotti aus Italien
4:5-Niederlage gegen François Dehez aus Belgien
5:4-Sieg gegen Jacques Lataste aus Frankreich

- Emiliano Camargo
  - Degen

1. Runde: Gruppe zwei, zwei Duelle gewonnen – fünf verloren, 17 Treffer erzielt – 28 erlitten, Rang sieben, nicht für das Viertelfinale qualifiziert
1:5-Niederlage gegen Berndt-Otto Rehbinder aus Schweden
2:5-Niederlage gegen Günter Stratmann aus Deutschland
0:5-Niederlage gegen Ivan Lund aus Australien
2:5-Niederlage gegen Jacques Debeur aus Belgien
2:5-Niederlage gegen Revaz Tsirek'idze aus der Sowjetunion
5:3-Sieg gegen Siha Sukarno aus Indonesien
5:0-Sieg gegen Masayuki Sano aus Japan

- José del Carmen
  - Säbel

1. Runde: Gruppe drei, kein Duell gewonnen – zehn verloren, 25 Treffer erlitten, Rang sechs, nicht für das Viertelfinale qualifiziert

- Emilio Echeverri
  - Degen

1. Runde: Gruppe drei, zwei Duelle gewonnen – vier verloren, 18 Treffer erzielt – 27 erlitten, Rang fünf, nicht für das Viertelfinale qualifiziert
1:5-Niederlage gegen Richard Pew aus den USA
3:5-Niederlage gegen Per Carleson aus Schweden
5:4-Sieg gegen Roger Achten aus Belgien
3:5-Niederlage gegen Richard Stone aus Australien
1:5-Niederlage gegen Jean-Fernand Leischen aus Luxemburg
5:3-Sieg gegen Santiago Massini aus Argentinien
  - Florett

1. Runde: Gruppe vier, kein Duell gewonnen – sechs verloren, zehn Treffer erzielt – 30 erlitten, Rang acht, nicht für das Halbfinale qualifiziert
2:5-Niederlage gegen Mark Petrowitsch Midler aus der Sowjetunion
0:5-Niederlage gegen Christian d’Oriola aus Frankreich
1:5-Niederlage gegen René Paul aus Großbritannien
2:5-Niederlage gegen André Verhalle aus Belgien
1:5-Niederlage gegen Mihály Fülöp aus Ungarn
4:5 Niederlage gegen David McKenzie aus Australien
  - Säbel

1. Runde: Gruppe vier, drei Duelle gewonnen – zwei verloren, 21 Treffer erzielt – 21 erlitten, für das Viertelfinale qualifiziert
Viertelfinale: Gruppe zwei, ein Duell gewonnen – fünf verloren, zehn Treffer erzielt – 29 erlitten, nicht für das Halbfinale qualifiziert

- Pablo Uribe
  - Florett

1. Runde: Gruppe eins, ein Duell gewonnen – sechs verloren, 13 Treffer erzielt – 34 erlitten, Rang sieben, nicht für das Halbfinale qualifiziert
2:5-Niederlage gegen József Gyuricza aus der Ungarn
3:5-Niederlage gegen Jurij Rudov aus der Sowjetunion
0:5-Niederlage gegen Antonio Spallino aus Italien
0:5-Niederlage gegen Allan Jay aus Großbritannien
2:5-Niederlage gegen Harold Goldsmith aus den USA
1:5-Niederlage gegen Benito Ramos aus Mexiko
5:4-Sieg gegen Masayuki Sano aus Japan

- Alfredo Yanguas
  - Degen

1. Runde: Gruppe eins, kein Duell gewonnen – fünf verloren, acht Treffer erzielt – 25 erlitten, Rang sieben, nicht für das Viertelfinale qualifiziert
3:5-Niederlage gegen Arnold Tscharnuschewitsch aus der Sowjetunion
0:5-Niederlage gegen Skip Shurtz aus den USA
0:5-Niederlage gegen Wäinö Korhonen aus Finnland
3:5-Niederlage gegen Ghislain Delaunois aus Belgien
2:5-Niederlage gegen Roland Asselin aus Kanada
  - Säbel

1. Runde: Gruppe zwei, kein Duell gewonnen – vier verloren, acht Treffer erzielt – 20 erlitten, Rang fünf, nicht für das Viertelfinale qualifiziert

### Schießen
- Enrique Hannaberg
  - Freie Scheibenpistole

Finale: 534 Punkte, Rang 14
1. Runde: 89 Punkte, Rang elf
2. Runde: 81 Punkte, Rang 29
3. Runde: 95 Punkte, Rang eins
4. Runde: 90 Punkte, Rang zwölf
5. Runde: 95 Punkte, Rang eins
6. Runde: 84 Punkte, Rang 24
  - Schnellfeuerpistole

Finale: 533 Punkte, 58 Treffer, Rang 32
1. Runde: 274 Punkte, 30 Treffer, Rang 24
2. Runde: 259 Punkte, 28 Treffer, Rang 31

- Guillermo Padilla
  - Kleinkaliber Dreistellungskampf

Finale: 983 Punkte, Rang 44
Kniend: 317 Punkte, Rang 44
Liegend: 381 Punkte, Rang 43
Stehend: 285 Punkte, Rang 43

- William Peters
  - Tontaubenschießen

Finale: 155 Punkte, Rang 22

### Schwimmen
- Álvaro Gómez
  - 200 Meter Brust

1. Runde: in Lauf 2 ausgeschieden, disqualifiziert

- Gilberto Martínez
  - 400 Meter Freistil

1. Runde: in Lauf 2 (Rang sieben) mit 4:51,4 Minuten ausgeschieden

- Sergio Martínez
  - 100 Meter Freistil

1. Rund: in Lauf 2 (Rang sechs) mit 1:00,2 Minuten ausgeschieden

### Gewichtheben
- Carlos Caballero
  - Mittelgewicht

Finale: 197,5 kg, Wettkampf nicht beendet (DNF)
Militärpresse: 97,5 kg, Rang 14
Reißen: 100,0 kg, Rang 13
Stoßen: kein gültiger Versuch

- Ney López
  - Leichtgewicht

Finale: 222,5 kg, Wettkampf nicht beendet (DNF)
Militärpresse: kein gültiger Versuch
Reißen: 100,0 kg, Rang elf
Stoßen: 122,5 kg, Rang 17